# Olga Wohlbrück

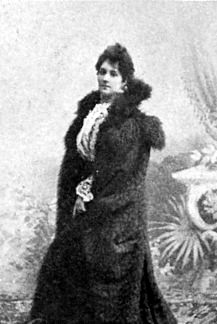
Olga Wohlbrück 1898

Olga Wohlbrück (auch Olga Wendland, * 5. Juli 1865 in Gainfarn, Österreich-Ungarn als Olga Ida Berta Emma Ernestine Hübner; † 20. Juli 1933 in Berlin) war eine österreichisch-deutsche Schauspielerin, Regisseurin und Schriftstellerin. Sie gilt als eine der ersten Filmregisseurinnen in Deutschland.

## Leben
Olga Wohlbrück war die Tochter des Schriftstellers Gotthard Hübner und der Berta Charlotte, einer Tochter von Ida Schuselka-Brüning. Nach dem frühen Tod ihrer Mutter wurde sie von ihrer Tante Ida Olga adoptiert. Ihre Kindheit und frühe Jugend verbrachte sie vorwiegend in Russland. Bereits als junges Mädchen begann sie mit dem Verfassen von Kurzerzählungen in deutscher, französischer und russischer Sprache. In Kiew besuchte sie das russische Mädchengymnasium, mit 15 Jahren bestand sie dort das Abitur.
Wohlbrück entstammte einer Schauspielerfamilie. Nach der Reifeprüfung zog sie für drei Jahre nach Paris zu ihrer Großmutter Ida Schuselka-Brüning, die vor ihrer Ehe an diversen Theatern in Sankt Petersburg beschäftigt war. Von ihr erhielt Olga ersten Schauspielunterricht. In Paris folgte 1886 auch das erste Engagement am Théâtre National de l’Odéon. Ein Jahr später heiratete sie in Paris den Schriftsteller Maximilian Bern, mit dem sie 1888 nach Berlin übersiedelte. Im selben Jahr wurde die gemeinsame Tochter Vera Bern geboren, die ebenfalls Schriftstellerin wurde. Die Ehe wurde 1897 geschieden. Anfang März 1900 heiratete sie in Berlin den Schriftsteller Leo Feld, von dem sie bereits 1903 wieder geschieden wurde. Sie heiratete schließlich 1904 den Komponisten Waldemar Wendland und nannte sich vorübergehend auch Olga Wendland.
In Berlin sammelte Olga Wohlbrück weitere Erfahrungen als Schriftstellerin und arbeitete zeitweise als Kassiererin am Belle-Alliance-Theater. Sie war aber weiterhin auch als Schauspielerin tätig, u. a. an der Freien Volksbühne und am Königlichen Schauspielhaus. Es folgen Engagements u. a. in Wien, Sankt Petersburg, Frankfurt am Main, Leipzig, Dresden, Breslau, Danzig und Amsterdam.
Olga Wohlbrück begann in dieser Zeit auch als Regisseurin an diversen Berliner Theatern zu arbeiten. Gegen 1910 gründete sie das private Figaro-Theater in der Berliner Motzstrasse, an dem sie u. a. auch die junge Claire Waldoff engagierte, die hier ihre ersten Erfolge feierte. 1913 schrieb Olga Wohlbrück ihr erstes Drehbuch, das sie in eigener Regie noch im selben Jahr verfilmte: Ein Mädchen zum Verschenken ist der erste nachweisbare deutsche Film, bei dem eine Frau Regie geführt hat. Es sollte allerdings ihre einzige Regie-Erfahrung bleiben. Ebenfalls 1913 schrieb sie das Drehbuch zu dem Film Das Goldene Bett, bei dem Walter Schmidthässler Regie führte.
Ab dieser Zeit war Olga Wohlbrück nur noch schriftstellerisch tätig, schrieb weiterhin Drehbücher für die Produktionsfirmen Messter-Film, die Vera-Filmwerke, die Eiko-Film und Phoebus-Film und veröffentlichte Novellen, Theaterstücke und Romane, von denen einige auch verfilmt wurden. Olga Wohlbrück starb am 20. Juli 1933 in Berlin und wurde auf dem Wilmersdorfer Waldfriedhof Stahnsdorf beigesetzt.

## Werke (Auswahl)
- Aus drei Ländern, novellistische Sittenbilder, Novellen, G. J. Göschen’sche Verlagsbuchhandlung, Stuttgart 1891
- Carriere,  Roman. Berlin: Verlag des Vereins der Bücherfreunde, Berlin 1892
- Du sollst ein Mann sein!, Roman, Martin Maschler, Berlin 1908
- Der Roman der XII, Roman, zus. m. Hanns Heinz Ewers, Hermann Bahr, Otto Julius Bierbaum, Otto Ernst, Herbert Eulenberg, Gustav Falke, Georg Hirschfeld, Felix Hollaender, Gustav Meyrink, Gabriele Reuter und Ernst von Wolzogen, Konrad W. Mecklenburg vormals Richter’scher Verlag, Berlin 1909 (Wiederauflage 1992 im Insel Verlag)
- Die Boyersen. Neue Novellen, Grethlein & Co., Leipzig/Berlin/Frankfurt a. M. 1909
- Iduna, Roman, Eine Sehnsuchtsgeschichte. Leipzig, Berlin, Frankfurt a. M., Grethlein & Co., 1910. Völlig umgearbeitete 3. Auflage u.d. T. Das kleine Glück. Roman. Berlin: Paul Franke Verlag, 1930. Weitere Auflagen und Reprints.
- Das goldene Bett, Roman, Martin Maschler, Berlin 1910
- Des Ratsherrn Leinius Tochter, Novelle, Wiking-Bücher Post & Obermüller, Leipzig 1910
- Das kleine Glück, Roman, Grethlein & Co., Leipzig/Berlin/Frankfurt a. M. 1910
- Aus den Memoiren der Prinzessin Arnulf Concordia Deutsche Verlags-Anst., Berlin 1912
- Die neue Rasse, Roman, Cotta’sche Verlagsbuchhandlung, Stuttgart/Berlin 1912
- Sonnenbrut, Roman, Concordia, Berlin 1913
- Barbaren..., Roman, Gustav Großkopf, Berlin 1914
- Das ist Russland, Otto Janke, Berlin 1915. Neuausgabe Hofenberg, Berlin 2019, ISBN 978-3-7437-3303-9.
- Der große Rachen, Roman, August Scherl, Berlin 1915 (1919 als Das Schicksal der Carola von Geldern verfilmt)
- Die goldene Krone, Roman, Scherl, Berlin 1917
- Romantik, Roman, Scherl, Berlin 1918
- Schloß Borowitzky, Roman, Wiking-Bücher Hugo Wille, Leipzig o. J. [1918]
- Die Primadonna, Roman, Scherl, Berlin 1919
- Der König von Troplowitz, Roman, Ullstein Verlag, Berlin 1920
- Peter Sukoff: Oper in 3 Aufzügen, 1920 (zusammen mit ihrem Ehemann Waldemar Wendland)
- Athleten Roman, Ullstein, Berlin 1921
- Vor der Tat, Roman, Langenscheidt, Berlin 1922
- Die rote Glut, Roman, Verlag Eysler & Co., Berlin 1923
- Herr und Frau Wiedemann, Roman, Wiking-Bücher, Bremen ca. 1925
- Die Frau des Schullehrers Tarnow, Roman, Hackebeil, Berlin 1926
- Die Sukoffs. Ein sibirischer Roman, Mitteldeutsche Verlagsanst, Halle 1927
- Die Frau ohne Mann Roman, Paul Franke Verlag, Berlin um 1930

## Filmografie
- 1913: Ein Mädchen zu verschenken, Drehbuch und Regie
- 1913: Das goldene Bett, Drehbuch
- 1920: Künstlerlaunen (auch: Der Maler, die Liebe und das Fräulein), Idee - Vera-Filmwerke
- 1920: Die Goldene Krone, Romanvorlage
- 1920: Berlin W., Romanvorlage
- 1925: Athleten, Romanvorlage